# IC 4073
IC 4073 је спирална галаксија у сазвјежђу Ловачки пси која се налази на листи објеката дубоког неба у Индекс каталогу.
Деклинација објекта је + 39° 54' 53" а ректасцензија 13h 1m 25,6s. Привидна величина (магнитуда) објекта IC 4073 износи 14,6 а фотографска магнитуда 15,4. IC 4073 је још познат и под ознакама MCG 7-27-18, NPM1G +40.0307, PGC 44888.